# ADO.NET

Esta tecnología es una parte del .NET Framework 3.0 (habiendo sido parte del framework desde la versión 1.0).

ADO.NET es un conjunto de componentes del software que pueden ser usados por los programadores para acceder a datos y a servicios de datos. Es  parte de la biblioteca de clases base que están incluidas en el Microsoft .NET Framework. Es comúnmente usado por los programadores para acceder y para modificar los datos almacenados en un sistema gestor de bases de datos relacionales, aunque también puede ser usado para acceder a datos en fuentes no relacionales. ADO.NET es a veces considerado como una evolución de la tecnología ActiveX Data Objects (ADO), pero fue cambiado tan extensivamente que puede ser concebido como un producto enteramente nuevo.

## Arquitectura
ADO.NET consiste en dos partes primarias:

### Data provider
Estas clases proporcionan el acceso a una fuente de datos, como Microsoft SQL Server y Oracle. Cada fuente de datos tiene su propio conjunto de objetos del proveedor, pero cada uno tienen un conjunto común de clases de utilidad:
- Connection: Proporciona una conexión usada para comunicarse con la fuente de datos. También actúa como Abstract Factory para los objetos command.
- Command: Usado para realizar alguna acción en la fuente de datos, como lectura, actualización, o borrado de datos relacionales.
- Parameter: Describe un simple parámetro para un command. Un ejemplo común es un parámetro para ser usado en un procedimiento almacenado.
- DataAdapter: "Puente" utilizado para transferir data entre una fuente de datos y un objeto DataSet (ver abajo).
- DataReader: Es una clase usada para procesar eficientemente una lista grande de resultados, un registro a la vez.

### DataSets
Los objetos DataSets, son un grupo de clases que describen una simple base de datos relacional en memoria, fueron la estrella del show en el lanzamiento inicial (1.0) del Microsoft .NET Framework. Las clases forman una jerarquía de contención:
- Un objeto DataSet representa un esquema (o una base de datos entera o un subconjunto de una). Puede contener las tablas y las relaciones entre esas tablas.
  - Un objeto DataTable representa una sola tabla en la base de datos. Tiene un nombre, filas, y columnas.
    - Un objeto DataView "se sienta sobre" un DataTable y ordena los datos (como una cláusula "order by" de SQL) y, si se activa un filtro, filtra los registros (como una cláusula "where" del SQL). Para facilitar estas operaciones se usa un índice en memoria. Todas las DataTables tienen un filtro por defecto, mientras que pueden ser definidos cualquier número de DataViews adicionales, reduciendo la interacción con la base de datos subyacente y mejorando así el desempeño.
      - Un DataColumn representa una columna de la tabla, incluyendo su nombre y tipo.
      - Un objeto DataRow representa una sola fila en la tabla, y permite leer y actualizar los valores en esa fila, así como la recuperación de cualquier fila que esté relacionada con ella a través de una relación de clave primaria - clave extranjera.
      - Un DataRowView representa una sola fila de un DataView, la diferencia entre un DataRow y el DataRowView es importante cuando se está interactuando sobre un resultset.

  - Un DataRelation es una relación entre las tablas, tales como una relación de clave primaria - clave ajena. Esto es útil para permitir la funcionalidad del DataRow de recuperar filas relacionadas.
  - Un Constraint describe una propiedad de la base de datos que se debe cumplir, como que los valores en una columna de clave primaria deben ser únicos. A medida que los datos son modificados cualquier violación que se presente causará excepciones.

Un DataSet es llenado desde una base de datos por un DataAdapter cuyas propiedades Connection y Command que han sido iniciados. Sin embargo, un DataSet puede guardar su contenido a XML (opcionalmente con un esquema XSD), o llenarse a sí mismo desde un XML, haciendo esto excepcionalmente útil para los servicios web, computación distribuida, y aplicaciones ocasionalmente conectadas desconectados.

## ADO.NET y Visual Studio .NET
En el IDE Visual Studio .NET existe la funcionalidad para crear las subclases especializadas de las clases del DataSet para un esquema particular de base de datos, permitiendo el acceso conveniente a cada campo a través de propiedades fuertemente tipadas. Esto ayuda a capturar más errores de programación en tiempo de compilación y hace más útil la característica Intellisense del IDE. 

## ADO.NET Entity Framework
El ADO.NET Entity Framework es un conjunto de APIs de acceso a datos para el Microsoft .NET Framework, apuntando a la versión de ADO.NET que se incluye con el .NET Framework 3.5. Fue lanzado como actualización separada junto con el Service Pack 1 para el .NET Framework, después del lanzamiento de tanto el .NET Framework 3.5 y el Visual Studio 2008. Una nueva versión del Entity Framework (v 4.0) será liberada junto al Visual Studio 2010 y el .NET Framework 4.0. 
Una entidad del Entity Framework es un objeto que tiene una clave representando la clave primaria de una entidad lógica de datastore. Un modelo conceptual Entity Data Model (modelo Entidad-Relación) es mapeado a un modelo de esquema de datastore. Usando el Entity Data Model, el Framework permite que los datos sean tratados como entidades independientemente de sus representaciones del datastore subyacente.
El Entity SQL es un lenguaje similar al SQL para consultar el Entity Data Model (en vez del datastore subyacente). Similarmente, las extensiones del Linq, Linq-to-Entities, proporcionan consultas tipeadas en el Entity Data Model. Las consultas Entity SQL y Linq-to-Entities son convertidas internamente en un Canonical Query Tree que entonces es convertido en una consulta comprensible al datastore subyacente (ej. en SQL en el caso de una base de datos relacional). Las entidades pueden utilizar sus relaciones, y sus cambios enviados de regreso al datastore.

## ADO.NET Data Services
También conocido como WCF Data Services, su nombre clave es "Astoria".
Es una plataforma para que Microsoft llame a los servicios de datos, es una combinación del tiempo de ejecución y un servicio web a través del cual los servicios se exponen. Además, también incluye el Data Services Toolkit que permite a Astoria Data Services crearse desde dentro de ASP.NET. El proyecto fue anunciado en Astoria MIX 2007, y la primera vista previa para desarrolladores se puso a disposición el 30 de abril de 2007. El CTP primero se hizo disponible como parte de la ASP.NET 3.5 Vista previa de extensiones. El cambio de nombre de ADO.NET Data Services para WCF Data Services se anunció en el 2009.